# Homo-encyclopedie van Nederland
De Homo-encyclopedie van Nederland is een naslagwerk uit 2005 over vele aspecten van de mannelijke homoseksualiteit. Het boek werd samengesteld onder redactie van Thijs Bartels en Jos Versteegen en verscheen bij Ambo/Anthos uitgevers in Amsterdam. 
Het eerste exemplaar werd op 25 augustus 2005 aangeboden aan burgemeester Geert Dales van Leeuwarden. De Homo-encyclopedie is samengesteld naar het voorbeeld van het Cultureel woordenboek en was alszodanig het eerste in zijn soort in Nederland en mogelijk zelfs wereldwijd. De eerste oplage telde 3000 exemplaren.
Als tegenhanger van de Homo-encyclopedie verscheen in 2009 de Lesbo-encyclopedie, waarin allerlei aspecten van de lesbische cultuur en geschiedenis worden beschreven.

## Inhoud
Na een inleiding door de beide redacteuren volgen 24 hoofdstukken waarin telkens een bepaald thema behandeld wordt. Elk hoofdstuk begint met een inleiding door een (of twee) deskundige(n) op dat terrein, waarna de lemma's volgen. De thema's en de auteurs van de hoofdstukken zijn:
| - Geschiedenis (Hans Warmerdam) - Politiek (Bob van Schijndel en Rob Tielman) - Wet en recht (Arjen Polstra) - Levensbeschouwing (Lodewijk Palm) - Homostudies (Gert Hekma) - Homotaal (Arendo Joustra) - Literatuur (Thijs Bartels en Jos Versteegen) - Toneel (Michiel Bollinger) | - Cabaret (Evert de Vries) - Ballet (Norbert Taatgen) - Travestie (Heinz-Gerd Roes en Marjolein Rotsteeg) - Populaire muziek (Bart Steenhorst) - Film (David Teigeler) - Beeldende kunst (Helm de Laat) - Fotografie (Thijs Bartels) - Mode (John de Greef) | - Tijdschriften (Marita Keilson-Lauritz) - Radio en televisie (Henny Brandhorst) - Roze vertier in Amsterdam (Norbert van Bemmel en Gert Hekma) - Roze vertier buiten Amsterdam (Rob Tielman) - Seks (Marty PN van Kerkhof) - De ruige scene (Hans Hafkamp en Gert Hekma) - Gezondheid (Leo Schenk) - Sport (Ben Baks) |

Ten slotte bevat de Homo-encyclopedie van Nederland korte biografieën van alle auteurs, een illustratieverantwoording en een register.